# Sorex jacksoni
Sorex jacksoni — вид роду мідиць (Sorex) родини мідицевих.

## Поширення
Країни поширення: США (Аляска, Острів Святого Лаврентія). Населяє вологу чи болотисту тундру.

## Загрози та охорона
Немає серйозних загроз для виду. Не відомо, чи цей вид зустрічається в охоронних територіях.